# Jeg rev et blad ud af min dagbog
A Jeg rev et blad ud af min dagbog (magyarul: Kitéptem egy lapot a naplómból) dal, amely Dániát képviselte az 1958-as Eurovíziós Dalfesztiválon. A dalt Raquel Rastenni adta elő dán nyelven.
A dal egy nőről szól, aki bocsánatot kér a tetteiért egy barátjának vagy a szeretőjének, ami azt sugallja, hogy a másik félnek is bocsánatot kellene kérnie. Azt énekli, hogy megbánta a használt szavakat, ezért "kitépett egy lapot a naplójából".
A március 12-én rendezett döntőben a fellépési sorrendben hatodikként adták elő, a svéd Alice Babs Lilla stjärna című dala után és a belga Fud Leclerc Ma petite chatte című dala előtt. A szavazás során három pontot szerzett, amivel a nyolcadik helyezést érte el a tízfős mezőnyben.

## Kapott pontok
| Kapott pontok                                                                                 |  | 1 | 1 |  | 1 |  |  |  |  |  |
| A tábla a fellépés sorrendjében van rendezve. A szavazás menete fordított sorrendben történt. |  |   |   |  |   |  |  |  |  |  |

## Fordítás
- Ez a szócikk részben vagy egészben  a   Jeg rev et blad ud af min dagbog című angol Wikipédia-szócikk ezen változatának fordításán alapul.  Az eredeti cikk szerkesztőit annak laptörténete sorolja fel. Ez a jelzés csupán a megfogalmazás eredetét és a szerzői jogokat jelzi, nem szolgál a cikkben szereplő információk forrásmegjelöléseként.